# DI-GATA Defenders
Di-GATA Defenders es una serie animada canadiense-luxemburgués de acción, fantasía y ciencia ficción creada por Greg Collinson y producida por Nelvana y Lux Animation para Teletoon
El diseño con características de anime habla de un grupo de jóvenes que utilizan criaturas en combates venidos de cubos.
En España la serie apareció en La 1 y FORTA. En el Latinoamérica la serie tuvo un rápido paso por la Cartoon Network.

## Historia
La serie sigue los viajes y aventuras de seis adolescentes del reino de RaDos, que forman parte de una organización llamada Di-Gata Defenders. Su misión es vencer a las facciones del malvado Lord Nazmul.